# John Simon
John Simon (Londra, 10 ottobre 1816 – Londra, 23 luglio 1904) è stato un medico inglese, secondo Chief Medical Officer dal 1855 al 1876.

## Biografia
Studiò al King's College London. Fu Medical Officer of Health for London dal 1848 al 1858, medico permanente nel Board of Health dal 1854 al 1858 e Medical Officer Of The Department of Health dal 1858 al 1876. 
Fu il primo vincitore della medaglia Buchanan.

## Premi e riconoscimenti
- Medaglia Buchanan nel 1897.

## Opere
- Istituzioni sanitarie inglesi, 1890.